# زیمون برندستتر
زیمون برندستتر (انگلیسی: Simon Brandstetter؛ زادهٔ ۲ مهٔ ۱۹۹۰) بازیکن فوتبال اهل آلمان است.
از باشگاه‌هایی که در آن بازی کرده‌است می‌توان به باشگاه فوتبال اشتوتگارت، باشگاه فوتبال قوت-وایس ارفورت، باشگاه فوتبال کارلسروهه، باشگاه فوتبال فرایبورگ، و باشگاه فوتبال دویسبورگ اشاره کرد.
وی همچنین در تیم ملی فوتبال جوانان آلمان بازی کرده‌است.